# Sé que vienen a matarme
Sé que vienen a matarme es una película dramática ecuatoriana de 2007 para la televisión abierta, dirigida por Carl West en los estudios del canal Ecuavisa. Se basa en la novela homónima de Alicia Yánez Cossío, en la que narra una historia sobre Gabriel García Moreno en su paso por la presidencia de la república, quien es visto en la coyuntura nacional tanto como tirano y otras veces venerado como santo.

## Reparto
- Jaime Bonelli como Gabriel García Moreno.[8]
- Juana Guarderas como Rosita Ascázubi.
- Cristina Morrison Mantilla como Virginia Klínger.
- Santiago Naranjo Viera como General Salazar.
- Gonzalo Samper como Juan Montalvo.[9][10]
- Fernando Gavilánez como Faustino Lemus Rayo.
- Diego Naranjo como Manuel Ascázubi.

## Producción
El filme se estrenó en el canal Ecuavisa el 8 de agosto de 2007 a las 21:30. La obra aborda una dualidad de Gabriel García Moreno, expresidente de Ecuador, explorando su figura controversial y las distintas percepciones que genera con una construcción visual del personaje desde los claroscuros de la mente. Alicia Yánez revela que la película refleja una metáfora de la política ecuatoriana contemporánea, pues no está pensada en buscar ser un retrato histórico exacto. 
Luis Miguel Campos, hijo de la autora de la novela, fue el encargado de adaptar el guion cinematográfico. El director menciona la participación de casi 50 actores y 500 extras para crear un ambiente cinematográfico aunque la película se emite en televisión abierta. La filmación se realizó en el centro histórico de Quito, donde ocurrieron los eventos narrados, incluido el atentado contra García Moreno.

## Recepción
La recepción se encuentra dividida. Por un lado elogian a la película por ofrecer una representación histórica interesante, pero por otro sugieren mejoras en aspectos técnicos para elevar la calidad del producto.
Diario la Hora menciona que la obra es destacable por una buena realización. Menciona la correcta adecuación de los actores a sus personajes y el reflejo preciso del guion basado en la novela de Alicia Yánez. Subraya la importancia de tener producciones cinematográficas de esta índole en Ecuador.
Diario el Universo mencionó la exposición de la oscuridad del poder, mostrando una faceta inusualmente arriesgada en la televisión contemporánea. El casting es considerado acertado, con destacadas actuaciones y un crecimiento en la calidad de producción para Ecuavisa. A pesar de algunas inconsistencias, se destaca el valor de abordar temáticas intensas y provocar reflexiones históricas.
Cinerama Ecuador mencionó que la película presenta un perfil psicológico de García Moreno y que ofreció un relato histórico interesante. También menciona algunos errores en la dirección y ciertas exageraciones en la actuación, pero reconoce que la calidad de las producciones nacionales está mejorando. Su crítica sugiere que se debería aspirar a estándares cinematográficos más altos y no limitarse al formato para televisión.